# Kauko Jousanen
Kauko Jousanen – fiński żużlowiec, występujący również na długim torze.

## Życiorys
Czterokrotny medalista indywidualnych mistrzostw Finlandii: złoty (1955) oraz trzyrotnie brązowy (1956, 1957, 1958). Ośmiokrotny medalista indywidualnych mistrzostw Finlandii na długim torze: czterokrotnie złoty (1957, 1958, 1959, 1960), trzykrotnie srebrny (1952, 1954, 1961) oraz brązowy (1963).
W latach 1957–1962 sześciokrotnie awansował do finałów indywidualnych mistrzostw Europy na długim torze (najlepsze wyniki: trzykrotnie IV miejsca – Sztokholm 1957, Mühldorf 1958, Helsinki 1959 oraz VII miejsce – Oslo 1961). Oprócz tego, w 1958 zwyciężył w indywidualnych mistrzostwach Krajów Nordyckich na długim torze. Dwukrotnie reprezentował Finlandię w skandynawskich eliminacjach indywidualnych mistrzostw świata na torze klasycznym, najlepszy wynik osiągając w Oslo w 1957 roku (XV m. w finale skandynawskim).